# Phoenicanthus
Phoenicanthus es un género de plantas fanerógamas con dos especies perteneciente a la familia de las anonáceas. Son nativas de Sri Lanka.

## Taxonomía
El género fue descrito por Arthur Hugh Garfit Alston y publicado en A Hand-book to the Flora of Ceylon 6: 6. 1931. La especie tipo es: Phoenicanthus obliquus (Hook. f. & Thomson) Alston. 

## Especies
- Phoenicanthus coriacea
- Phoenicanthus obliquus